# Sainte-Anne, Doubs
Sainte-Anne är en kommun i departementet Doubs i regionen Bourgogne-Franche-Comté i östra Frankrike. Kommunen ligger i kantonen Amancey som tillhör arrondissementet Besançon. År 2022 hade Sainte-Anne 52 invånare.

## Befolkningsutveckling
Antalet invånare i kommunen Sainte-Anne
Referens:INSEE